# Mistrzostwa Świata w Szermierce 1992
Mistrzostwa Świata w Szermierce 1993 – 55. edycja mistrzostw odbyła się w kubańskiej stolicy – Hawana. Zawody były rozgrywane tylko w konkurencji szpady kobiet, której nie było na Igrzyskach Olimpijskich w Barcelonie.

## Klasyfikacja medalowa
| Lp. | Państwo  | złoto | srebro | brąz | Razem |
| --- | -------- | ----- | ------ | ---- | ----- |
| 1   | Węgry    | 2     | –      | –    | 2     |
| 2   | Francja  | –     | 1      | –    | 1     |
| –   | Niemcy   | –     | 1      | –    | 1     |
| 3   | ZSRR     | –     | –      | 1    | 1     |
| –   | Włochy   | –     | –      | 1    | 1     |
| –   | Holandia | –     | –      | 1    | 1     |

## Medaliści

### Kobiety
| Złoto                                                                    | Srebro                                                                               | Brąz                                                                  |
| Szpada                                                                   |                                                                                      |                                                                       |
| Mariann Horváth                                                          | Sophie Moressée                                                                      | Pernette Osinga Marija Mazina                                         |
| Węgry · Mariann Horváth · Marina Várkonyi · Tímea Nagy · Zsuzsanna Szőcs | Niemcy · Renate Riebandt-Kaspar · Dagmar Ophardt · Imke Duplitzer · Eva-Maria Ittner | Włochy · Saba Amendolara · Corinna Panzeri · Elisa Uga · Laura Chiesa |